# Rakovinné odumírání větví peckovin

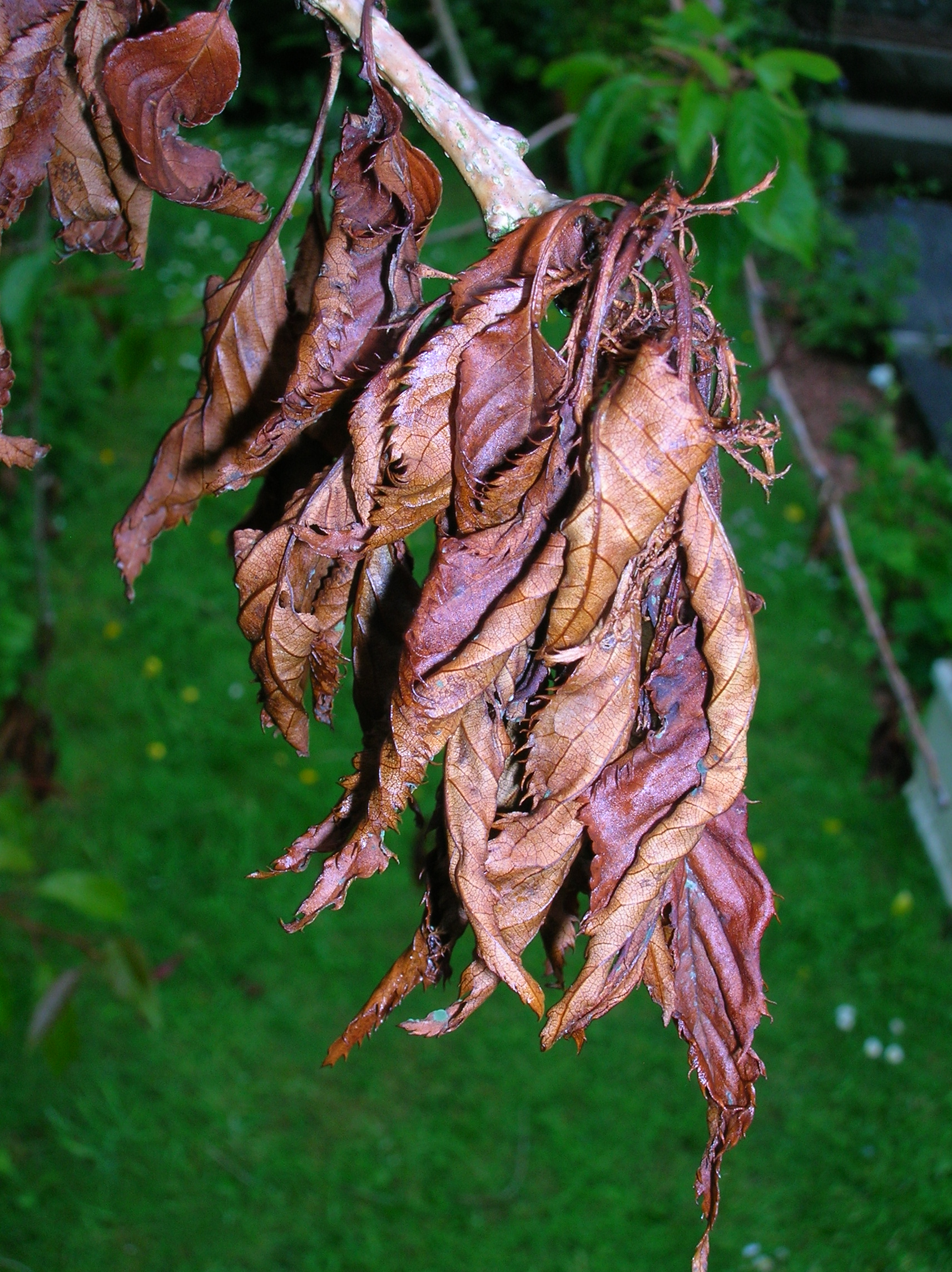
Letorost poškozený Pseudomonas syringae

Rakovinné odumírání větví peckovin je choroba způsobovaná bakterií Pseudomonas syringae z čeledi Pseudomonadaceae. Bakterie Pseudomonas syringae je obecně rozšířený polyfágní parazit. U patogena se podařilo prokázat přítomnost genu způsobující reakci organismu na světlo. I když je Pseudomonas syringae patogenní organismus, může také přežívat jako saprofyt, pokud nejsou podmínky příznivé pro onemocnění. U choroby je prokázáno spolupůsobení houby Leucostoma cincta a Leucostoma persooni. Na jaře a na podzim lze pozorovat symptomy – bakteriální exudát nebo plodničky hub (pyknidy s konidiemi nebo peritecia s vřecky a askosporami).

## EPPO kód patogena
PSDMSX

## Synonyma

### Česká synonyma choroby
- odumírání větví
- rakovinné odumírání větví peckovin

Stejný patogen způsobuje například bakteriální skvrnitost listů u zeleniny. Je mnoho různých přirozených variet patogena způsobujících různé choroby, například Pseudomonas syringae pv. aesculi způsobuje chorobu slizotoková nekróza jírovce maďalu.

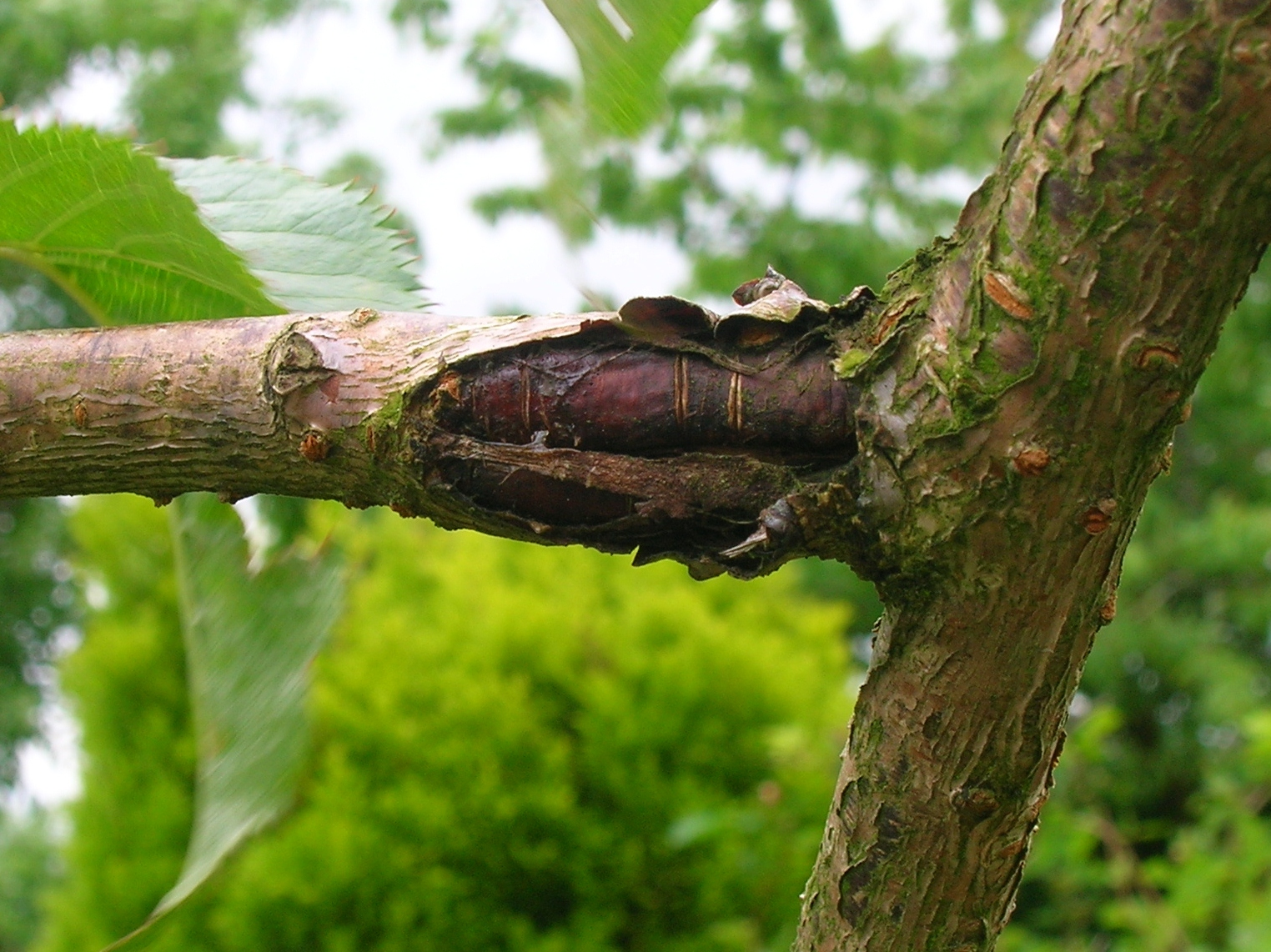
Napadení bakterií Pseudomonas syringae na Prunus avium.

## Hostitel
Onemocnění postihuje všechny druhy pěstovaných peckovin včetně podnoží. Nejčastěji jsou napadány broskvoň, meruňka a třešeň. Jsou významné rozdíly v náchylnosti u jednotlivých odrůd.

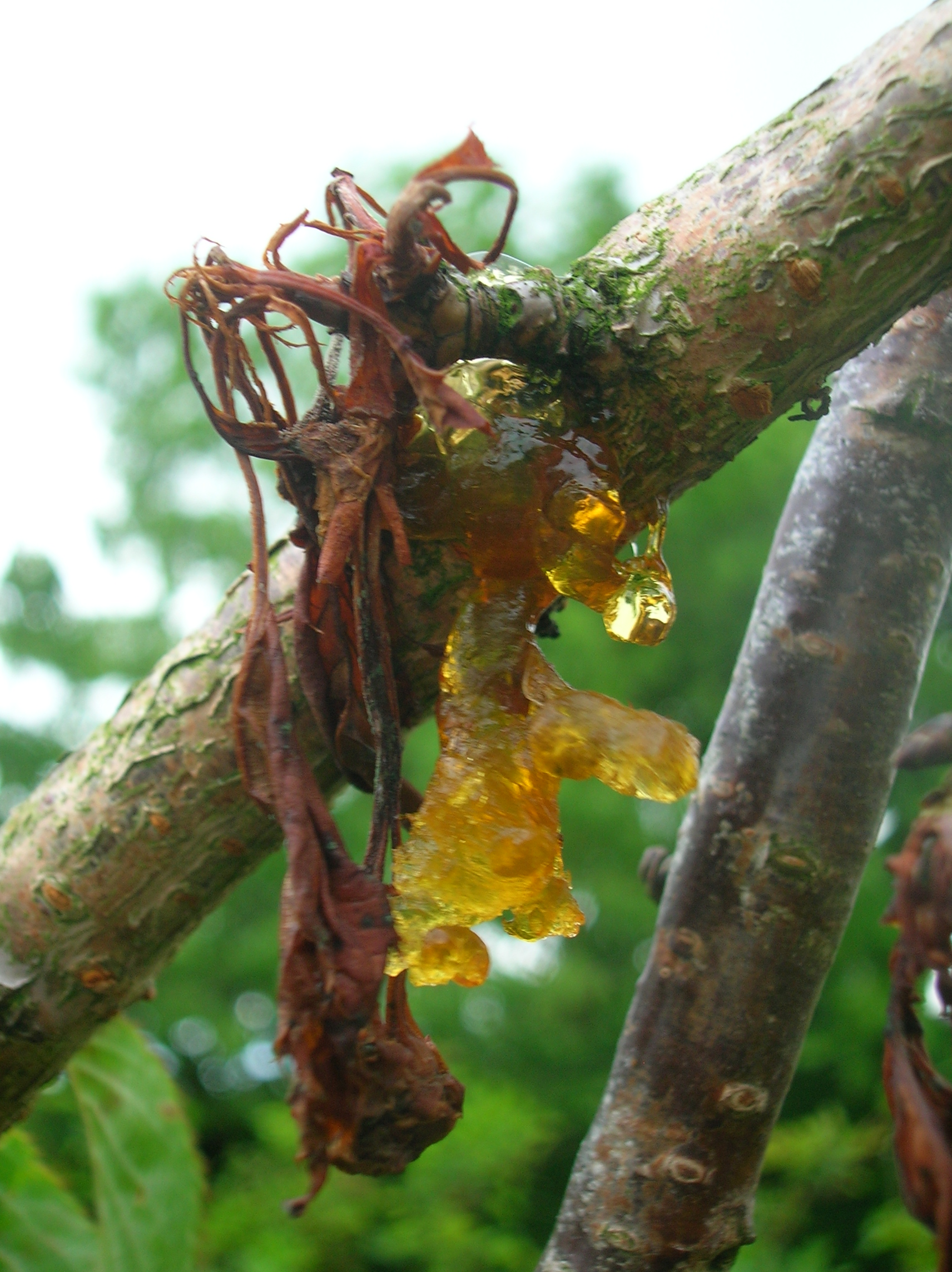
Klejotok na třešni.

## Příznaky
Na větvích a kmenech tmavě zbarvená místa, která se mírně propadají a vznikají nekrotické plošky. Nekrózy jsou nejčastěji v místě větvení nebo v okolí čípků, odumřelých větévek nebo poranění po řezu. Na jednoletém dřevě jsou obvykle lokalizovány pod očky. Dřevo pod napadenou kůrou je hnědé vlivem toxinů, které produkují patogenní bakterie. Části dřevin nad postiženými místy mohou mít mají slabší růst, žloutnou, vadnou a postupně odumírají. Na napadených místech obvykle vzniká klejotok. U meruněk může napadení spolupůsobit při tzv. mrtvici meruněk (apoplexie).

## Význam
Choroba je častou příčinou odumírání větví, částečného poškození koruny i totálního odumírání stromů. Časté je silné poškození u broskvoně a meruňky. Choroba je považována za významnou.

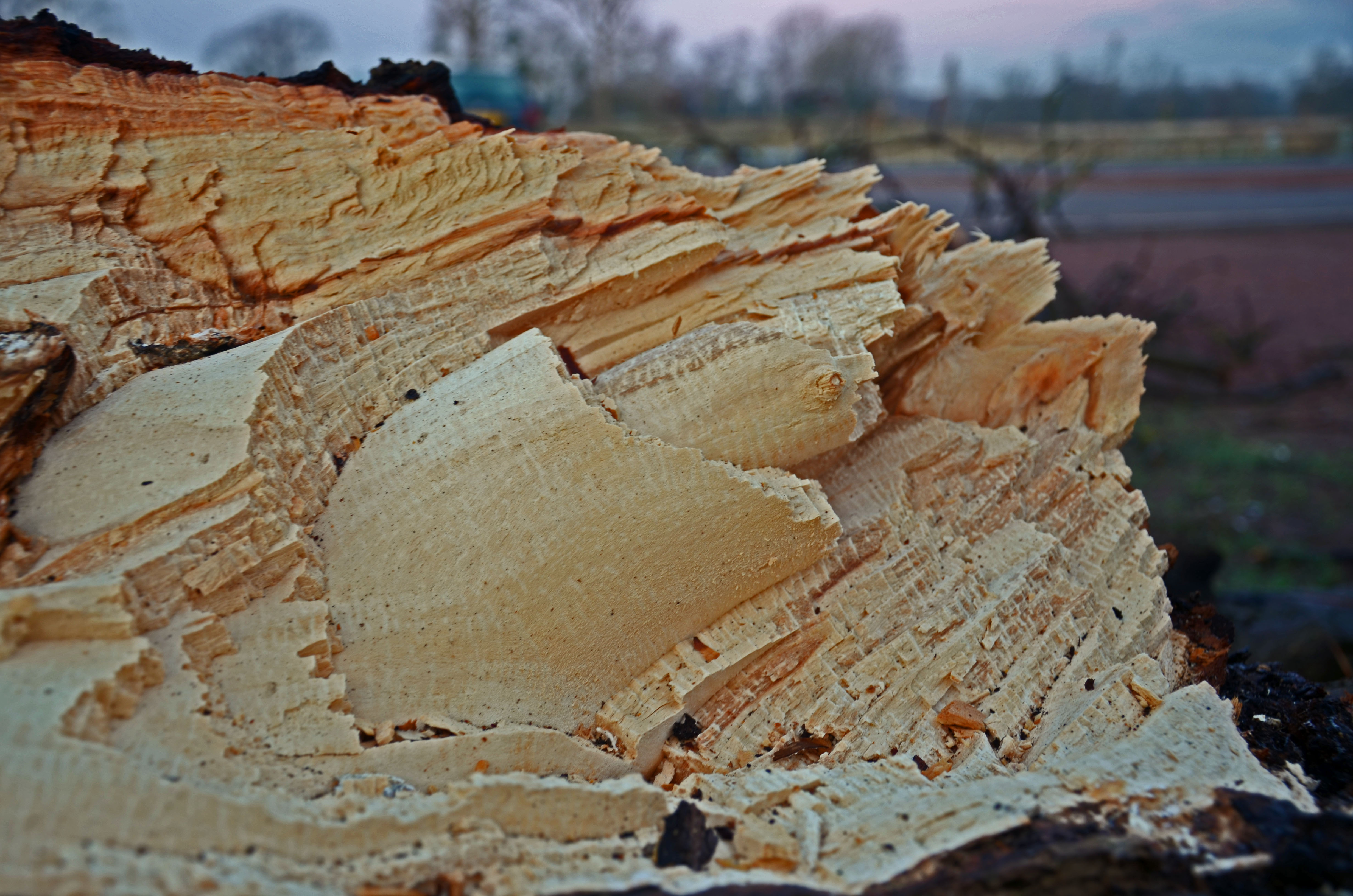
Dřevní hmota napadená Pseudomonas syringae.

## Biologie
Původci onemocnění přezimují na napadených rostlinných částech.

## Šíření
K infekci dochází především na podzim při opadu listů na jaře v době před a při rašení. Vstupní branou infekce jsou poranění, odumřelé rostlinné části a inzerce po opadu listů. Šíření podporuje deštivé počasí. Na teplotu nemají původci vyhraněné požadavky, k infekcím dochází u za relativně nízkých teplot.
Chorobu podporuje vlhké, chladné počasí, optimální teplota pro rozvoj choroby je 12–25 °C. Bakterie mohou být mezi rostlinami šířeny deštěm.

## Ochrana rostlin

### Prevence
Základem jsou preventivní opatření. Významná jsou všechna agrotechnická opatření, která zajišťují odolnost a dobrý zdravotní stav dřevin a omezují možnosti šíření. Významná je volba vhodného stanoviště, vhodná doba a provedení řezu, ošetření ran po řezu a jiném poranění, odstraňování odumřelých větví a rovněž odumřelých stromů. Důležitá je i harmonická výživa a optimální vodní režim.

### Chemická ochrana
Ošetření fungicidy na bázi mědi podzim při opadu listů, případně na jaře před nebo při rašení.